# Håltagningspistol

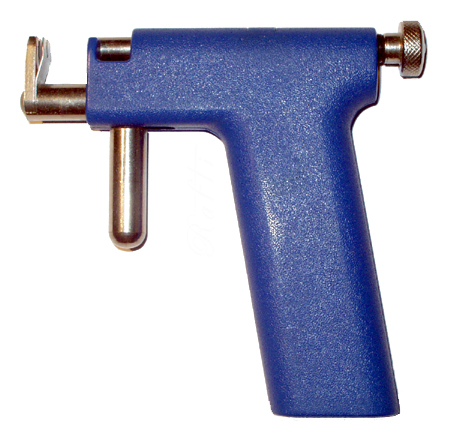

Håltagningspistol, det verktyg som ofta används vid håltagning i örsnibben.